# Onitis lobi
Onitis lobi là một loài bọ cánh cứng trong họ Bọ hung (Scarabaeidae).